# Hugh McMillan
Pour l’article homonyme, voir McMillan.
Hugh McMillan (19 décembre 1839-31 octobre 1895) est un marchand et homme politique fédéral du Québec.

## Biographie
Né à Rigaud dans le Bas-Canada, il sert comme conseiller dans le conseil du comté et capitaine dans la milice locale. En 1862, il épousa Agnès, la fille du député Jean Baptiste Mongenais qui représentait Vaudreuil à l'Assemblée législative de la Province du Canada. 
Élu député du Parti conservateur dans la circonscription fédérale de Vaudreuil en 1882, il fut réélu en 1887. Défait par le libéral Henry Stanislas Harwood en 1891, il revint lors de l'élection partielle déclenchée après l'annulation de l'élection précédente en 1892. Cette dernière reprise fut aussi annulée et McMillan perd l'élection partielle de 1893.
Son père, Donald McMillan, a été député fédéral de Vaudreuil 1867 à 1872.